# Malmea dielsiana
Malmea dielsiana är en kirimojaväxtart som beskrevs av Robert Elias Fries.
Malmea dielsiana ingår i släktet Malmea och familjen kirimojaväxter. Inga underarter finns listade i Catalogue of Life.